# Champs-sur-Yonne
Champs-sur-Yonne és un municipi francès, situat al departament del Yonne i a la regió de Borgonya - Franc Comtat. L'any 2007 tenia 1.578 habitants.

## Demografia

### Població
El 2007 la població de fet de Champs-sur-Yonne era de 1.578 persones. Hi havia 660 famílies, de les quals 204 eren unipersonals (116 homes vivint sols i 88 dones vivint soles), 236 parelles sense fills, 192 parelles amb fills i 28 famílies monoparentals amb fills.
La població ha evolucionat segons el següent gràfic:
Habitants censats

### Habitatges
El 2007 hi havia 764 habitatges, 670 eren l'habitatge principal de la família, 52 eren segones residències i 42 estaven desocupats. 693 eren cases i 64 eren apartaments. Dels 670 habitatges principals, 422 estaven ocupats pels seus propietaris, 230 estaven llogats i ocupats pels llogaters i 18 estaven cedits a títol gratuït; 8 tenien una cambra, 48 en tenien dues, 170 en tenien tres, 188 en tenien quatre i 256 en tenien cinc o més. 535 habitatges disposaven pel capbaix d'una plaça de pàrquing. A 329 habitatges hi havia un automòbil i a 275 n'hi havia dos o més.

### Piràmide de població
La piràmide de població per edats i sexe el 2009 era:
| Homes | Edats   | Dones |
| ----- | ------- | ----- |
| 0     | 95 o +  | 4     |
| 0     | 90 a 94 | 16    |
| 12    | 85 a 89 | 24    |
| 12    | 80 a 84 | 24    |
| 28    | 75 a 79 | 28    |
| 40    | 70 a 74 | 40    |
| 40    | 65 a 69 | 44    |
| 24    | 60 a 64 | 32    |
| 64    | 55 a 59 | 28    |
| 40    | 50 a 54 | 84    |
| 88    | 45 a 49 | 40    |
| 28    | 40 a 44 | 60    |
| 40    | 35 a 39 | 40    |
| 44    | 30 a 34 | 52    |
| 32    | 25 a 29 | 36    |
| 40    | 20 a 24 | 20    |
| 48    | 15 a 19 | 40    |
| 44    | 10 a 14 | 52    |
| 20    | 5 a 9   | 36    |
| 20    | 0 a 4   | 52    |

## Economia
El 2007 la població en edat de treballar era de 1.026 persones, 714 eren actives i 312 eren inactives. De les 714 persones actives 666 estaven ocupades (352 homes i 314 dones) i 48 estaven aturades (24 homes i 24 dones). De les 312 persones inactives 137 estaven jubilades, 99 estaven estudiant i 76 estaven classificades com a «altres inactius».

### Ingressos
El 2009 a Champs-sur-Yonne hi havia 688 unitats fiscals que integraven 1.590 persones, la mediana anual d'ingressos fiscals per persona era de 19.199 €.

### Activitats econòmiques
Dels 95 establiments que hi havia el 2007, 1 era d'una empresa extractiva, 2 d'empreses alimentàries, 1 d'una empresa de fabricació d'elements pel transport, 2 d'empreses de fabricació d'altres productes industrials, 12 d'empreses de construcció, 26 d'empreses de comerç i reparació d'automòbils, 7 d'empreses de transport, 7 d'empreses d'hostatgeria i restauració, 3 d'empreses d'informació i comunicació, 4 d'empreses financeres, 3 d'empreses immobiliàries, 6 d'empreses de serveis, 13 d'entitats de l'administració pública i 8 d'empreses classificades com a «altres activitats de serveis».
Dels 23 establiments de servei als particulars que hi havia el 2009, 1 era una oficina de correu, 1 una oficina bancària, 2 tallers de reparació d'automòbils i de material agrícola, 1 autoescola, 1 paleta, 2 guixaires pintors, 2 fusteries, 2 lampisteries, 3 electricistes, 1 perruqueria, 4 restaurants, 2 agències immobiliàries i 1 tintoreria.
Dels 10 establiments comercials que hi havia el 2009, 1 era un hipermercat, 1 un supermercat, 2 botiges de menys de 120 m², 2 fleques, 3 llibreries i 1 una joieria.
L'any 2000 a Champs-sur-Yonne hi havia 15 explotacions agrícoles.

## Equipaments sanitaris i escolars
L'únic equipament sanitari que hi havia el 2009 era una farmàcia.
El 2009 hi havia 1 escola maternal i 1 escola elemental.

## Poblacions més properes
El següent diagrama mostra les poblacions més properes.